# Silanion

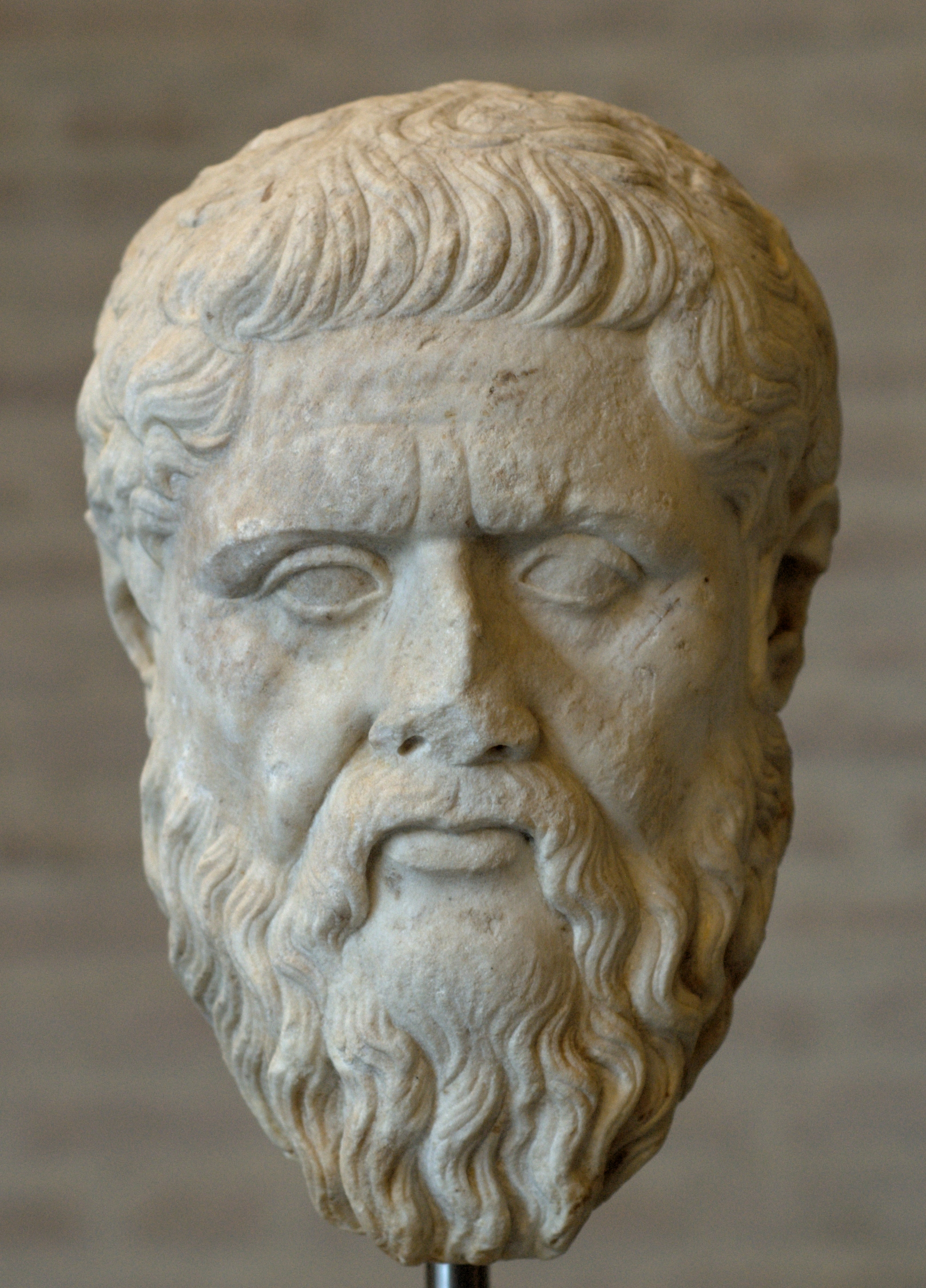
Platon, rzymska kopia dzieła Silaniona (Gliptoteka monachijska)

Silanion – brązownik i rzeźbiarz grecki działający w drugiej połowie IV wieku p.n.e.
Pochodził z Aten. Wykonywał posągi herosów (m.in. Tezeusza i Achillesa) oraz posągi atletów w Olimpii. Wykonał portrety Safony, Korynny oraz Platona, którego głowa została zachowana w kopiach rzymskich. Silanion był autorem dzieła o symetrii, opracował własny kanon proporcji.